# بيل ديفيس (لاعب هوكي الجليد)
بيل ديفيس هو لاعب هوكي الجليد كندي، ولد في 22 أغسطس 1954 في لندسي ‏ في كندا.

## وصلات خارجية
- بيل ديفيس على موقع دوري الهوكي الوطني (الإنجليزية)
- بيل ديفيس على موقع EliteProspects.com (الإنجليزية)
- بيل ديفيس على موقع HockeyDB.com (الإنجليزية)
- بيل ديفيس على موقع Hockey-Reference.com (الإنجليزية)